# هيو غلاسغو
هيو غلاسغو هو محامي وقاضي وسياسي أمريكي، ولد في 8 سبتمبر 1769 في East Nottingham Township, Pennsylvania ‏ في الولايات المتحدة، وتوفي في 31 يناير 1818 في Peach Bottom, Pennsylvania ‏ في الولايات المتحدة. نشط حزبياً في الحزب الجمهوري الديمقراطي. وقد انتخب عضو مجلس النواب الأمريكي ‏.